# Усть-Пихтовка
Усть-Пи́хтовка (рос. Усть-Пихтовка) — село у складі Чаришського району Алтайського краю, Росія.

## Населення
Населення — 47 осіб (2010; 73 у 2002).
Національний склад (станом на 2002 рік):
- росіяни — 100 %